# 2951 Perepadin
2951 Perepadin eller 1977 SB8 är en asteroid i huvudbältet som upptäcktes den 13 september 1977 av den rysk-sovjetiske astronomen Nikolaj Tjernych vid Krims astrofysiska observatorium på Krim. Den har fått sitt namn efter Aleksandr Perepadin.
Asteroiden har en diameter på ungefär 46 kilometer.